# 台鉄捷運化
台鉄捷運化（たいてつしょううんか）とは台湾の国鉄に相当する台湾鉄路管理局（現台湾鉄路公司）と中華民国政府が進めている、台湾鉄道の短距離旅客輸送の改善計画の総称である。

## 概略
捷運は日本でいう都市の通勤路線や地下鉄に相当し、捷運化とは台湾国鉄をそのような日常の用に使いやすいものにする事を意味する。
例えば、従来台湾鉄路管理局のダイヤは長距離の優等列車や貨物列車を中心に組まれており、その隙間を埋める普通列車は発車間隔が一定せず、途中駅で待避のために長時間停車し、そもそも列車本数が少なく利用しにくかった。これに対して1990年代に整備された捷運は、パターンダイヤを基調とし、頻繁に発着しその利便性から国民に好評だった。このような捷運の特徴を国鉄に導入するのが鉄道レベルで見た捷運化の発想である。より広い意味では、政府の国土開発の新十大建設の一つとして、台湾西側を複数の主要な都市とそれを取り囲む生活圏に再編する開発案でもあり、どちらの意味でも使われる。
人口が比較的密集している西部幹線沿線を主要な都市を核とした北部、中部、南部生活圏に分化させる。ハード面では各生活圏で暮らす人の動線に合うように路線および駅を新設し、2007年に開業した台湾高鉄との接続も向上させる。既存の路線も地下化などで改善する。新型車両を導入・集中増備して通勤時間帯の輸送需要に応えつつ所要時間も短縮する。ソフト面では上述のようなダイヤ合理化のほか、運賃体系を台北捷運にならった距離に応じたものとし、列車等級ごとに細分化された従来の運賃体系も見直す。
陳水扁政権時の新十大建設（下記一覧で「新」と表記）、馬英九政権時の「愛台十二大建設」（下記一覧で「愛」）を経てもなお未着手のものは、大半が蔡英文政権での前瞻基礎建設計画（下記一覧で「前」）に受け継がれた。

## 現在行われている主要な工事
1. 浮洲駅、南樹林駅、北新竹駅、三姓橋駅、南科駅、仁徳駅などの新設計画（営業開始）
2. 高雄市内の軌道地下化（営業開始）
3. 新北市汐止区の軌道高架化、七堵駅－汐科駅間の三線化（営業開始）
4. 鶯歌駅－桃園駅間の三線化（計画中）
5. 七堵駅、山佳駅、桃園駅、中壢駅、内壢駅、新豊駅、湖口駅、楊梅駅、香山駅、竹南駅、苗栗駅、彰化駅、沙鹿駅、斗六駅、大林駅、民雄駅などの改築工事（営業開始）
6. 台湾高速鉄道との連絡駅および連絡ルートとして新左営駅、新烏日駅（新設）、沙崙線、六家線（営業開始）
7. 電車検収基地（富岡車両基地）増設（稼働開始）

### 進捗
註：愛=zh:愛台十二建設（2009-2016）、前=前瞻基礎建設計画（2017-2024）
| 県市       | 線名                 | 区間                             | 距離    | 建 設 計 画 リ ス ト | F/S   | F/S   | F/S            | F/S            | F/S            | 総合計画 | 総合計画             | 総合計画       | 総合計画       | 総合計画       | 総合計画       | 都市 計画 変更 | 都市 計画 変更 | 入札  | 入札  | 起 工 | 完 工 | 試 運 転 | 交 通 部 承 認 | 開業 (予定)     |
| 県市       | 線名                 | 区間                             | 距離    | 建 設 計 画 リ ス ト | 着 手 | 提 出 | 交 通 部 承 認 | 国 発 会 承 認 | 行 政 院 承 認 | 着 手    | 環 境 ア セ ス 提 出 | 環 保 署 承 認 | 交 通 部 承 認 | 国 発 会 承 認 | 行 政 院 承 認 | 提 出          | 内 政 部 承 認 | 公 示 | 落 札 | 起 工 | 完 工 | 試 運 転 | 交 通 部 承 認 | 開業 (予定)     |
| ---------- | -------------------- | -------------------------------- | ------- | -------------------- | ----- | ----- | -------------- | -------------- | -------------- | -------- | -------------------- | -------------- | -------------- | -------------- | -------------- | -------------- | -------------- | ----- | ----- | ----- | ----- | -------- | -------------- | --------------- |
| 桃園       | 縦貫線地下化         | 鳳鳴駅 - 平鎮駅                  | 17.95   | 前                   | ○     | ○     | ○              | ○              | ●              | ○        | ○                    | ●              | ○              | ○              | ●              | ○              | ●              |       |       |       |       |          |                | 2025年          |
| 台中       | 台中線5駅新設        |                                  |         | 愛                   | ○     | ○     | ○              | ○              | ○              | ○        | ○                    | ○              | ○              | ○              | ○              | ○              | ○              | ○     | ○     | ○     | ○     | ○        | ○              | ●2018年10月28日 |
| 台中       | 台中線高架化         | 大慶駅 - 烏日駅                  | 3.7     | 前                   | ○     | ○     |                |                |                |          |                      |                |                |                |                |                |                |       |       |       |       |          |                |                 |
| 台中       | 成追線複線化         | 成功駅 - 追分駅                  | 2.2     | 前                   | ○     | ○     | ○              | ○              | ○              | ○        | ○                    | ○              | ○              | ○              | ○              | ○              | ○              | ○     | ○     | ○     | ○     | ○        | ○              | ●2020年1月      |
| 台中       | 海線複線高架化       | 追分駅 - 大甲駅                  | 23.5    | 前                   | ○     | ○     |                |                |                |          |                      |                |                |                |                |                |                |       |       |       |       |          |                |                 |
| 台中       | 甲后線新設           | 大甲駅 - 后里駅                  | 13.4    | 前                   | ○     | ○     |                |                |                |          |                      |                |                |                |                |                |                |       |       |       |       |          |                |                 |
| 彰化       | 台中線・縦貫線高架化 | 彰化駅周辺                       | 9.5     | 前                   | ○     | ○     | ●              |                |                |          |                      |                |                |                |                |                |                |       |       |       |       |          |                | 2028年          |
| 彰化       | 田中支線建設         | 台鐵田中駅 - 高鐵彰化駅          |         | 前                   | ○     | ○     | ○              | ○              | ●              | ○        |                      |                |                |                |                |                |                |       |       |       |       |          |                |                 |
| 雲林       | 縦貫線高架化         | 斗六駅周辺                       | 5       | 前                   | ○     |       |                |                |                |          |                      |                |                |                |                |                |                |       |       |       |       |          |                |                 |
| 嘉義       | 縦貫線高架化         | 嘉北駅 - 北回帰線駅              | 10.9    | 前                   | ○     | ○     | ○              | ○              | ○              | ○        | ○                    | ○              | ○              | ○              | △              | ○              | ○              | ○     | ○     | ●     |       |          |                | 2026年1月       |
| 嘉義       | 縦貫線高架化         | 民雄郷延伸                       | 約16.97 | 前                   | ○     | ○     | ●              |                |                |          |                      |                |                |                |                |                |                |       |       |       |       |          |                | 2027年9月       |
| 台南       | 縦貫線地下化         | 大橋駅 - 南台南駅                | 8.23    | 前                   | ○     | ○     | ○              | ○              | ○              | ○        | ○                    | ○              | ○              | ○              | ○              | ○              | ○              | ○     | ○     | ●     |       |          |                | 2027年          |
| 台南       | 縦貫線立体化         | 善化駅 - 大橋駅                  | 11.05   | 前                   |       |       |                |                |                |          |                      |                |                |                |                |                |                |       |       |       |       |          |                |                 |
| 高雄       | 縦貫線・屏東線地下化 | 左営（旧城）駅 - 鳳山駅          | 15.37   | 愛                   | ○     | ○     | ○              | ○              | ○              | ○        | ○                    | ○              | ○              | ○              | ○              | ○              | ○              | ○     | ○     | ○     | ○     | ○        | ○              | ●2018年10月14日 |
| 屏東・台東 | 屏東線・南廻線電化   | 潮州駅 - 知本駅                  | 111.8   | 愛                   | ○     | ○     | ○              | ○              | ○              | ○        | ○                    | ○              | ○              | ○              | ○              | ○              | ○              | ○     | ○     | ○     | ○     | ○        | ○              | ●2020年12月23日 |
| 屏東       | 恒春線新設           | 内獅駅 - 恒春駅                  | 37.8    | 前                   | ○     | ○     | ○              | ●              |                |          |                      |                |                |                |                |                |                |       |       |       |       |          |                |                 |
| 宜蘭       | 北宜直線鉄道新設     | 南港駅 - 頭城駅                  | 53      | 前                   | ○     | ○     | ○              | ○              | ○              | ○        | ○                    | △              |                |                |                |                |                |       |       |       |       |          |                |                 |
| 花蓮・台東 | 台東線部分複線化     | 寿豊駅 - 南平駅、瑞穂駅 - 三民駅 | 約21    | 愛                   | ○     | ○     | ○              | ○              | ○              | ○        | ○                    | ○              | ○              | ○              | ○              | ○              | ○              | ○     | ○     | ○     | ○     | ○        | ○              | ●2018年7月      |
| 花蓮・台東 | 台東線全線複線化     | 花蓮駅 - 台東駅                  |         | 前                   | ○     | ○     | ○              | ○              | ○              | ○        | ○                    | ○              | ○              |                |                |                |                |       |       |       |       |          |                | 2027年          |

### 桃園市街地の軌道地下化
1. 当初の高架化（zh:臺鐵都會區捷運化桃園段高架化計畫）から変更される見通し。
2. 鶯歌駅西側 － 中壢駅間の地下化
3. 鳳鳴駅 (新北市)、中路駅（中国語版）、桃園医院駅（中国語版）、中原駅 (桃園市)（中国語版）、平鎮駅の新設
4. 鶯歌駅 － 桃園駅間の三線化

当初は高架化の予定で仮線切替まで完了したが2014年に当選した新市長の鄭文燦が地下化に変更し、再度中央政府が計画を審査中である。
実現可能性調査
- 2016年12月26日、交通部の審査を通過[6]。
- 2017年7月31日、行政院の審査を通過[7]。

環境アセスメント
- 2019年12月24日、行政院環境保護署の審査通過[8]。

都市計画変更・総合計画
- 2019年11月15日、桃園地下化総合計画案が交通部の審査を通過[9]。
- 2020年1月7日 - 国家発展委員会が国75%、地方25%の事業費負担割合を確定[10]
- 2020年6月29日 - 国家発展委員会が総合計画を承認[11]
- 2020年8月19日 - 都市計画変更案が内政部の審議を通過[12]。
- 2020年9月2日 - 行政院が総事業費約1047億9300万台湾元の総合計画を承認[13]

### 台中市街地の軌道高架化
1. 豊原駅－大慶駅間21.7kmの高架化（2016年10月16日完了[14]）
2. 既に完成した太原駅、大慶駅以外に、栗林駅、頭家厝駅、松竹駅、精武駅、五権駅などの建設（2018年10月28日完了[15]）

#### 成追線複線化
- 2020年1月3日完成[16]。

### 彰化市街地の軌道高架化
1. 彰化駅周辺の9.5kmを高架化、踏切4ヶ所、陸橋6か所、地下道2か所の撤去[17]
2. 金馬駅、中央駅の新設[17]
3. 海岸線・台中線・縦貫線南段の複々線化（大肚渓南側 - 大埔截水溝）[17]
4. 彰化機務段の南側移転（彰化扇形庫は現在地のまま）[17]

実現可能性調査
- 2018年5月31日 - 交通部の一次審議を通過[18]。
- 2019年10月25日 - 修正案が交通部審議を通過[19]。

#### 田中支線
台鉄田中駅と高鉄彰化駅を結ぶ支線の実現可能性調査計画は2019年9月27日に行政院で承認され、2022年着工および2026年開通を目指している。

### 員林市街地の軌道高架化

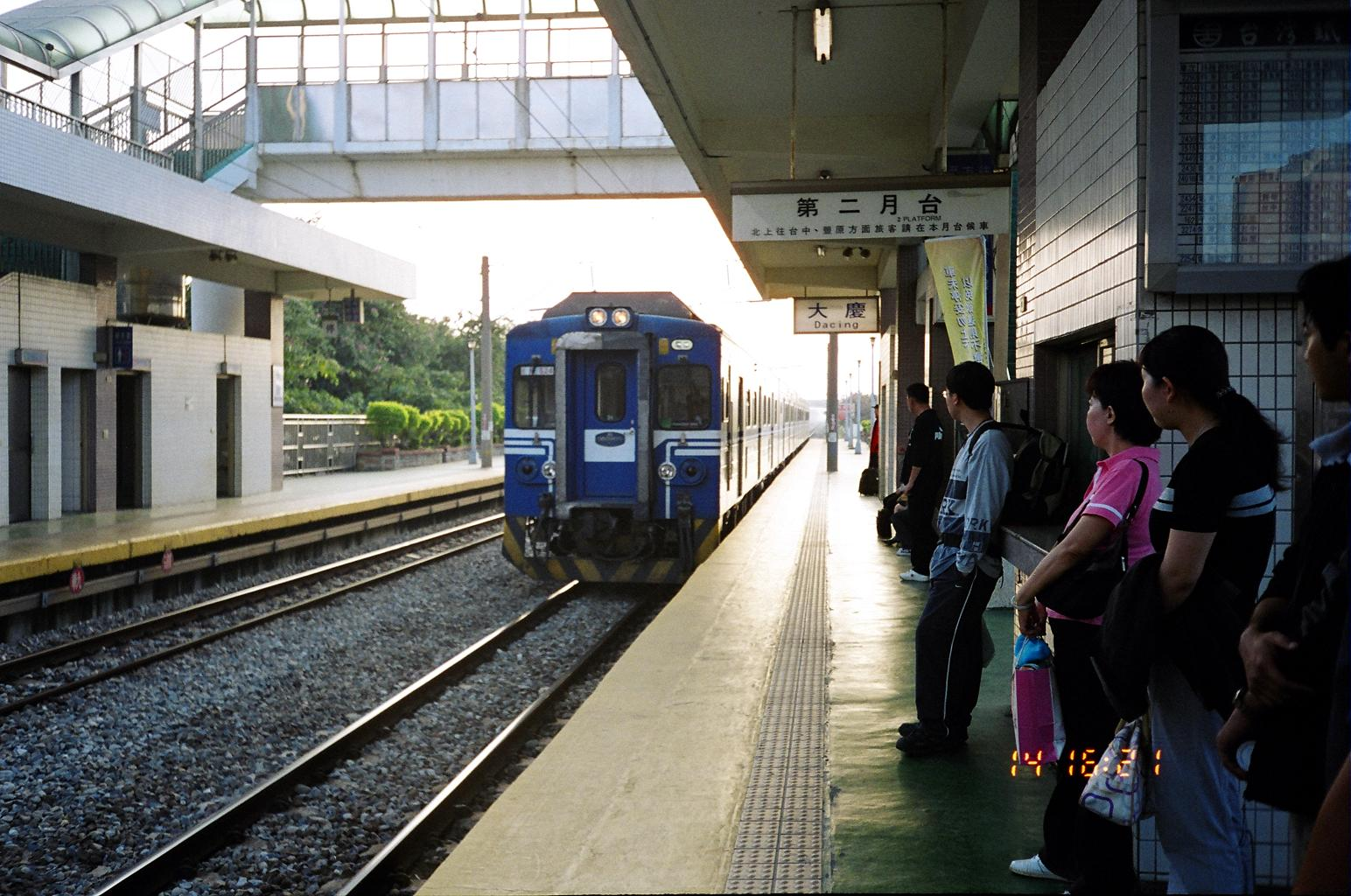
ホームで通勤電車を待つ旅客（大慶車站にて）

- 員林駅の高架駅化（2014年11月2日完了[21]）

### 嘉義市街地の高架化計画
1. 民雄駅－嘉北駅－北回帰線駅間の高架化
2. 嘉義調車場の移転と北回帰線駅の新設

実現可能性調査
- 2017年12月23日 - 高架化事業に伴う仮線敷設事業開始[22]。
- 2019年7月31日 - 交通部で審査が行われ北側の民雄区間は通過、南側の水上区間は棄却[23]。

### 台南市街地の軌道地下化
- 大橋駅（地上駅）－南台南駅の地下化
- 林森駅、南台南駅の新設
- 2016年
  - 8月10日 - 内政部都市計画委員会の審議を通過[24]
  - 10月17日 - 地下化用地内の建造物撤去に着手[25]
- 2017年3月15日 - 地下化工程起工[26]。
- 2020年10月13日、立ち退きに反対していた最後の一戸の強制撤去が執行された[27]。

大橋駅より北側の善化駅付近まで立体化する計画も動き出している。

### 高雄市街地の軌道地下化
- 左営（旧城）駅－鳳山駅間の地下化
- 高雄駅の地下化（同時に高雄捷運紅線高雄駅と共築）
- 左営（旧城）駅、鳳山駅の地下化
- 内惟駅(再開業)、美術館駅、鼓山駅(再開業)、三塊厝駅(再開業)、民族駅、科工館駅、正義駅の新設

（上記は2018年10月14日完了）
- 前鎮調車場（高雄臨港線とともに2018年9月29日廃止[29]）の移転と台鉄左営車両基地の新設

### 高雄－屏東（潮州）捷運化計画
（2015年8月23日複線電化・高架化、10月15日完了）
- 屏東駅－潮州駅間の複線化及び電化
- 屏東駅、帰来駅、麟洛駅、西勢駅、竹田駅、潮州駅の改良
- 屏東駅、帰来駅、麟洛駅、西勢駅、竹田駅、潮州駅の高架化
- 潮州車両基地の新設

### 東部鉄道快捷化計画
- 北宜直線鉄道の建設(前)
- 北廻線の安全設施改善(愛)
- 台東線の電化(愛)：（2014年6月28日開業）
  - 瑞穂駅－三民駅間の複線化：（2018年6月完成[32]、7月10日開通[33]）

台東線全線複線化(前)
- 実現可能性調査
- 2016年6月、交通部で計画案審査通過[34]
- 2017年2月20日、国家発展委員会で計画案審査通過[35]
- 環境アセスメント
  - 2020年4月23日、環保署で初回審査通過[36]。
  - 2020年8月12日、環保署で審査通過[37]。
- 総合計画
  - 2020年9月末、交通部で計画案審査通過[38]。

### 内湾線改善計画
- 複線高架方式の六家線（竹中駅－六家駅）の建設
- 新竹駅－竹中駅間の高架、複線化
- 北新竹駅、千甲駅、新荘駅の新設
- 竹中駅－内湾駅間の線路改良
- 2011年11月11日に六家線開業

### 沙崙線計画
- 複線高架方式の沙崙線（中洲駅－沙崙駅）の建設
- 中洲駅の改良と、長栄大学駅（計画時は大潭駅）、沙崙駅の新設
- 2011年1月2日に開業

## 新設駅一覧
以下は台鉄捷運化計画の中で新設される駅名一覧である。名称に関しては仮称であり、開業時には変更される可能性がある。
| 駅名           | 駅名英語表記                           | 所在区間             | 情況                   |
| 縦貫線（北段） | 縦貫線（北段）                         | 縦貫線（北段）       | 縦貫線（北段）         |
| -------------- | -------------------------------------- | -------------------- | ---------------------- |
| 三坑           | Sankeng                                | 基隆－八堵間         | 営業開始               |
| 百福           | Baifu                                  | 七堵－五堵間         | 営業開始               |
| 汐科           | Sike                                   | 汐止－南港間         | 営業開始               |
| 浮洲           | Fuzhou                                 | 板橋－樹林間         | 営業開始               |
| 南樹林         | South Shulin                           | 樹林－山佳間         | 営業開始               |
| 鳳鳴           | Fengming                               | 鶯歌－桃園間         | 営業開始               |
| 中路           | Guoji Road Station                     | 桃園－内壢間         | 計画中                 |
| 桃園医院       | Taoyuan General Hospital Station       | 桃園－内壢間         | 計画中                 |
| 中原           | Chung Yuan Station                     | 内壢－中壢間         | 計画中                 |
| 平鎮           | Pingzhen                               | 中壢－埔心間         | 建設中                 |
| 新富           | Xinfu                                  | 富岡－北湖間         | 営業開始               |
| 北湖           | Beihu                                  | 富岡－湖口間         | 営業開始               |
| 北新竹         | North Hsinchu                          | 竹北－新竹間         | 営業開始               |
| 三姓橋         | Sanxingqiao                            | 新竹－香山間         | 営業開始               |
| 内湾線、六家線 |                                        |                      |                        |
| 千甲           | Qianjia                                | 新竹－竹中間         | 営業開始               |
| 新荘           | Xinzhuang                              | 新竹－竹中間         | 営業開始               |
| 六家           | Liujia                                 | 新線                 | 営業開始               |
| 台中線         |                                        |                      |                        |
| 栗林           | Lilin                                  | 豊原－潭子間         | 営業開始               |
| 頭家厝         | Toujiacuo                              | 潭子－太原間         | 営業開始               |
| 松竹           | Songzhu                                | 潭子－台中間         | 営業開始               |
| 太原           | Taiyuan                                | 潭子－台中間         | 営業開始               |
| 精武           | Jingwu                                 | 潭子－台中間         | 営業開始               |
| 五権           | Wuquan                                 | 台中－烏日間         | 営業開始               |
| 大慶           | Daqing                                 | 台中－烏日間         | 営業開始               |
| 新烏日         | Xinwuri                                | 烏日－成功間         | 営業開始               |
| 金馬           | Jinma                                  | 成功 - 彰化間        | 計画中                 |
| 縦貫線（南段） |                                        |                      |                        |
| 中央           | Zhongyang                              | 彰化－花壇間         | 計画中                 |
| 大村           | Dacun                                  | 花壇－員林間         | 営業開始               |
| 嘉北           | Jiabei                                 | 民雄－嘉義間         | 営業開始               |
| 北回帰線       | Tropic of Cancer                       | 嘉義－水上間         | 計画中（廃止駅の復活） |
| 南科           | Nanke                                  | 新市－永康間         | 営業開始               |
| 大橋           | Daqiao                                 | 永康－台南間         | 営業開始               |
| 林森           | Linsen                                 | 台南－保安間         | 建設中                 |
| 南台南         | Tainan South                           | 台南－保安間         | 建設中（廃止駅の復活） |
| 仁徳           | Rende                                  | 保安－中洲間         | 営業開始               |
| 新左営         | Xinzuoying                             | 楠梓－左営（旧城）間 | 営業開始               |
| 内惟           | Neiwei                                 | 左営－高雄間         | 営業開始               |
| 美術館         | Museum of Fine Arts                    | 左営－高雄間         | 営業開始               |
| 鼓山           | Gushan                                 | 左営－高雄間         | 営業開始               |
| 三塊厝         | Sankuaicuo                             | 左営－高雄間         | 営業開始               |
| 沙崙線         |                                        |                      |                        |
| 長栄大学       | Chang Jung Christian University        | 中洲－沙崙間         | 営業開始               |
| 沙崙           | Shalun                                 | 中洲－沙崙間         | 営業開始               |
| 屏東線         |                                        |                      |                        |
| 民族           | Minzu                                  | 高雄－鳳山間         | 営業開始               |
| 科工館         | National Science And Technology Museum | 高雄－鳳山間         | 営業開始               |
| 正義           | Zhengyi                                | 高雄－鳳山間         | 営業開始               |

## 備考
台鉄淡水線は1988年に運行休止となったが、運行休止以前に通勤電聯車を運行することで捷運相当の輸送効果が得られるとの主張もあり、現在の台鉄捷運化の嚆矢であった。しかし淡水線は地上路線である上、単線であり、また狭軌を採用していたため、標準軌である捷運の他路線との直通運転が不可能なことより捷運建設が決定された。